# Thế giới thứ hai

Ba nhóm quốc gia trong Chiến tranh Lạnh:
Thế giới thứ nhất
Thế giới thứ hai
Thế giới thứ ba

Thuật ngữ "Thế giới thứ hai" được sử dụng trong thời kỳ chiến tranh Lạnh để mô tả các nước thật sự đi theo chủ nghĩa cộng sản. Tuy nhiên kể từ sau khi chiến tranh Lạnh kết thúc, thuật ngữ này đã giảm tính phổ biến và không còn ranh giới với Thế giới thứ ba. Ngày nay, thuật ngữ này đôi khi cũng được sử dụng để gọi các nước mới nổi, các nước đang trong quá trình chuyển đổi từ quốc gia đang phát triển sang quốc gia phát triển, ví dụ như Trung Quốc hay Ấn Độ. Cùng với thế giới thứ nhất và thế giới thứ ba, thuật ngữ này được sử dụng để phân thế giới thành ba nhóm nước lớn.